# Lock Haven
Lock Haven ist eine City im US-Bundesstaat Pennsylvania und der County Seat des Clinton County. Laut Volkszählung im Jahr 2020 hatte die Gemeinde eine Einwohnerzahl von 8108 auf einer Fläche von 6,91 km². Der Ort liegt in der Nähe des Zusammenflusses von West Branch Susquehanna River und Bald Eagle Creek.

## Geschichte
Lock Haven wurde an einem Ort erbaut, der schon von indigenen Völkern der Region bevorzugt wurde, und entstand 1833 als Holzfällerstadt und Zufluchtsort für Holzfäller, Bootsfahrer und andere Reisende auf dem Fluss oder dem West Branch Canal. Die Rohstoffgewinnung und der effiziente Transport finanzierten einen Großteil des Wachstums der Stadt bis zum Ende des 19. Jahrhunderts. Im 20. Jahrhundert trieben eine Leichtflugzeugfabrik, ein College und eine Papierfabrik zusammen mit vielen kleineren Unternehmen die Wirtschaft an. Häufige Überschwemmungen, insbesondere im Jahr 1972, schädigten die örtliche Industrie und führten in den 1980er Jahren zu einer hohen Arbeitslosenquote. Inzwischen arbeiten die meisten Einwohner im Dienstleistungssektor.

## Sehenswürdigkeiten
In Lock Haven befinden sich drei im National Register of Historic Places eingetragene Orte.
- Heisey House
- Water Street District
- Memorial Park Site

## Demografie
Nach der Volkszählung 2020 leben in Lock Haven 8108 Menschen. Die Bevölkerung teilt sich im selben Jahr auf in 92,7 % Weiße, 4,4 % Afroamerikaner, 0,7 % amerikanische Ureinwohner, 1,2 % Asiaten und 1,0 % mit zwei oder mehr Ethnizitäten. Hispanics oder Latinos aller Ethnien machten 1,8 % der Bevölkerung aus. Das mittlere Haushaltseinkommen lag bei 34.293 US-Dollar und die Armutsquote bei 32,7 %.

## Bildung
Mit der Lock Haven University of Pennsylvania befindet sich eine öffentliche Hochschule in der Gemeinde.

## Persönlichkeiten
- Alexander McDonald (1832–1903), Politiker
- John French Sloan (1871–1951), Maler
- Christina Hart (* 1949), Schauspielerin
- Alison Bechdel (* 1960),  Comic-Zeichnerin und Autorin